# Frida Svensson (aviron)
Pour les articles homonymes, voir Svensson.
Frida Svensson, née à Falkenberg le 18 août 1981, est une rameuse suédoise qui pratique l'aviron.

## Palmarès

### Jeux olympiques
- 2012 à Londres,  Royaume-Uni
  - 10e en skiff
- 2008 à Pékin,  Chine
  - 7e en skiff
- 2004 à Athènes,  Grèce
  - 8e en skiff

### Championnats du monde
- 2010 à Hamilton,  Nouvelle-Zélande
  -  Médaille d'or en skiff
- 2006 à Eton,  Royaume-Uni
  -  Médaille de bronze en skiff

### Championnats d'Europe
- 2010 à Montemor-o-Velho,  Portugal
  -  Médaille de bronze en skiff
- 2007 à Poznań,  Pologne
  -  Médaille de bronze en skiff